# Mira
Mira (ο Cet / ο Ceti / Omikron Ceti / také Mira Ceti) je dvojhvězda v souhvězdí Velryby, sestávající z červeného obra Mira A (nebo jen Mira) a bílého trpaslíka Mira B, známého také jako VZ Ceti. Mira A je proměnná hvězda a zároveň první objevená proměnná hvězda, která nebyla supernovou. Na rozdíl od neobvyklé Eta Carinae je Mira nejjasnější periodickou proměnnou hvězdou na obloze, která není po část svého cyklu viditelná.
Její hvězdný průvodce byl objeven pomocí Hubbleova vesmírného dalekohledu (HST) v roce 1995, kdy byl 70 AU od hlavní složky dvojhvězdy. Objev byl oznámen v roce 1997. Ultrafialové snímky z HST a pozdější rentgenové snímky z Chandry ukázaly spirálu plynu proudící z Miry A směrem k Miře B. Průvodce Miru obíhá jednou za zhruba 400 let. Celá soustava se Galaxií pohybuje rychlostí 130 km·s−1.
Mira se stala prototypem mirid, proměnných hvězd s dlouhou periodou. Zatím je známo asi 6000 hvězd tohoto typu. Všechny jsou to červení obři, jejichž povrchy pulzují, čímž zvyšují nebo snižují svou jasnost během period trvajících od 80 do více než 1000 dnů. Nejčastější periody jsou mezi 200 a 400 dny.
Mira se zjasňuje až k 3,5. magnitudě, čímž se stává dobře viditelnou hvězdou. Někdy dosáhne maxima až 2,0. mag a minima 4,9. mag. Změny jasnosti mohou být až patnáctinásobné. Historicky však její jasnost poklesla až mezi 8,6 a 10,1 mag. Při porovnání absolutního minima a maxima se zjistilo, že Mira dokáže změnit svou jasnost až 1700krát.
Světelná křivka Miry stoupá asi 100 dnů a dalších zhruba 200 dnů klesá. Perioda je v průměru 332 dnů.

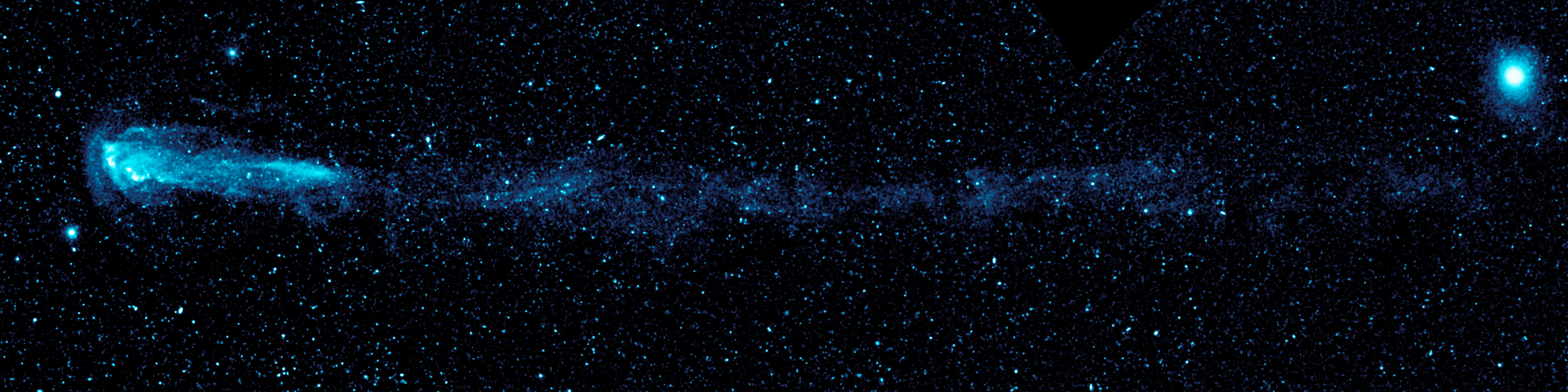
Proud částic za hvězdou Mira v ultrafialovém záření

V roce 2007 byl pomocí družice NASA GALEX objeven u této hvězdy mimořádně dlouhý chvost z materiálu, který hvězda uvolňuje. Je tvořen uhlíkem, kyslíkem a dalšími prvky. Proud částic je dlouhý 13 ly.

## Objev
Mira byla objevena, nebo alespoň poprvé zaznamenána, po řadě pozorování astronoma Davida Fabricia, která začala 3. srpna roku 1596. Jako referenční hvězdu pro zjišťování polohy planety Merkur si vybral do té doby nezaznamenanou hvězdu třetí magnitudy, která se nacházela opodál. 21. srpna ale hvězda nečekaně zvýšila svou jasnost o celou jednu magnitudu, ale během října přestala být pozorovatelná. Fabricius si myslel, že to byla jen nova, ale překvapivě ji 16. února 1609 opět spatřil.
Později Johannes Phocylides Holwarda určil její periodu na 11 měsíců. Jméno jí dal Johannes Hevelius, který ji pozoroval ve stejné době. Název se objevil v jeho práci Historiola Mirae Stellae z roku 1662. Slovo Mira znamená latinsky nádherná, udivující nebo výjimečná. Hevelius se pro toto pojmenování rozhodl proto, že se hvězda chovala zcela odlišně od ostatních známých hvězd na obloze. Ismail Bouillaud později zpřesnil její periodu na 333 dnů, což se liší jen o jeden den od současně uváděných 332 dnů. Je známo, že Mira svou periodu mírně mění.
Existují spekulace, zda Fabricius Miru skutečně pozoroval jako první. Na základě příkladu hvězdy Algolu, u které byla proměnnost potvrzena až v roce 1667, se lze domnívat, že Miru mohli pozorovat lidé už tisíce let před Fabriciem. Hipparchos se ve svých spisech zmiňuje o podobné hvězdě, ale Ptolemaiovy katalogy ji neuvádějí ani jako běžnou hvězdu. V čínských a korejských historických záznamech se objevují zmínky o pozorování podobné hvězdy v letech 134 př. n. l., 1070 a 1596 – tedy i z doby Fabriciových pozorování. Přesnost těchto záznamů však byla tehdy omezená, protože hvězdy se běžně zaznamenávaly jen v rámci čínských souhvězdí.